# Comuna Zbiczno
Comuna Zbiczno este o comună (în poloneză: gmina) rurală în powiat Brodnica, voievodatul Cuiavia și Pomerania, Polonia.
Comuna acoperă o suprafață de 132,9 km² și are, potrivit datelor din anul 2006, o populație de 4.467.